# ساروما، هوکایدو
ساروما، هوکایدو (به لاتین: Saroma, Hokkaido) یک منطقهٔ مسکونی در ژاپن است که در Okhotsk Subprefecture واقع شده‌است. ساروما ۵٬۶۱۷ نفر جمعیت دارد.